# Saint-Augustin-des-Bois
Saint-Augustin-des-Bois is een gemeente in het Franse departement Maine-et-Loire (regio Pays de la Loire). De plaats maakt deel uit van het arrondissement Angers. Saint-Augustin-des-Bois telde op 1 januari 2022 1.283 inwoners.

## Geografie
De oppervlakte van Saint-Augustin-des-Bois bedroeg op 1 januari 2022 27,28 vierkante kilometer; de bevolkingsdichtheid was toen 47 inwoners per km².

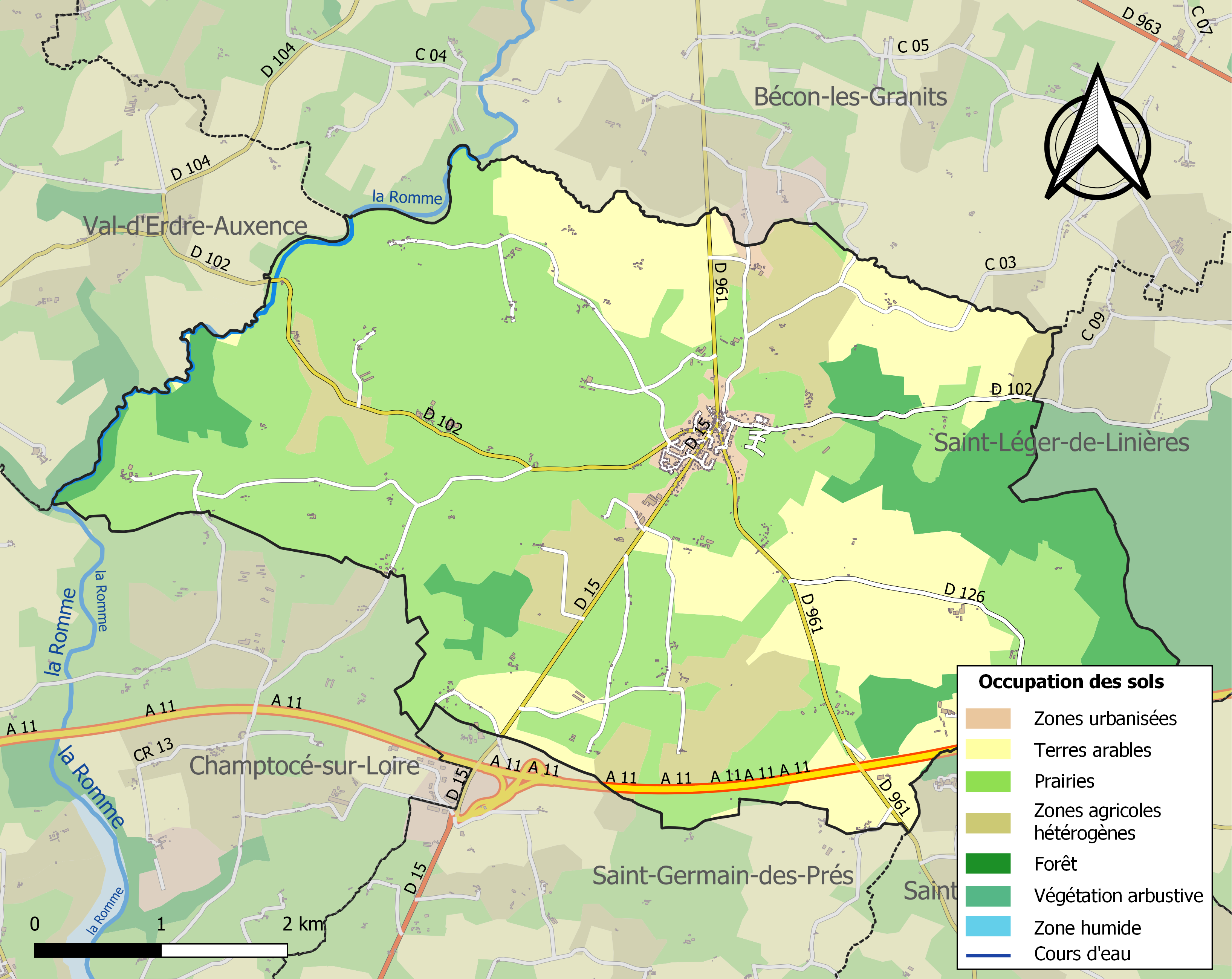
Kaart van de gemeente met de belangrijkste infrastructuur, bodemgebruik en omliggende gemeenten

## Demografie
Onderstaande figuur toont het verloop van het inwonertal (bron: INSEE-tellingen).